# ラジャリアス・スニード
ラジャリアス・スニード（L'Jarius Sneed, 1997年1月21日 - ）は、アメリカ合衆国ルイジアナ州ミンデン出身のプロアメリカンフットボール選手。NFLのテネシー・タイタンズに所属している。ポジションはコーナーバック。

## 経歴

### ハイスクール
高校時代はワイドレシーバーとしてプレーしていた。

### カレッジ
ルイジアナ工科大学に進学後、ポジションをコーナーバックに変更した。1年目の2016年シーズン、ウェスタンケンタッキー大学とのカンファレンス優勝決定戦でインターセプトからタッチダウンを成功させた。
2017年シーズンは27タックル、1サック、1つのインターセプト、5つのパスディフレクションを記録した。
2018年シーズンは44タックル、1サック、3つのインターセプト、8つのパスディフレクションを記録した。
2019年シーズンはセイフティとしてプレーし、43タックル、3つのインターセプト、6つのパスディフレクションを記録した。

### カンザスシティ・チーフス
| 6 ft 0+1⁄2 in (184 cm)      | 192 lb (87 kg) | 31+3⁄8 in (80 cm) | 8+7⁄8 in (23 cm) | 4.37 s | 1.51 s | 2.56 s | 41.0 in (104 cm) | 10 ft 11 in (3.33 m) | 12 回 |
| All values from NFL Combine |                |                   |                  |        |        |        |                  |                      |       |

2020年のNFLドラフトにて全体138位でカンザスシティ・チーフスから指名され、その後ルーキー契約を結んだ。
2020年シーズン、第1週のヒューストン・テキサンズ戦でキャリア初となるインターセプトを記録した。第15週のニューオーリンズ・セインツ戦ではキャリア初となるサックを記録した。プレーオフではディビジョナル・ラウンドのクリーブランド・ブラウンズ戦、AFCチャンピオンシップのバッファロー・ビルズ戦でいずれもサックを記録し、勝利に貢献した。
2022年シーズンはフィラデルフィア・イーグルスとの第57回スーパーボウルで7タックル、2つのパスディフレクションを記録し、チーム3年ぶりとなるスーパーボウル制覇に貢献した。
2023年シーズンはボルチモア・レイブンズとのAFCチャンピオンシップゲームで、エンドゾーン目前でゼイ・フラワーズからファンブルフォースするなど勝利に貢献し、第58回スーパーボウルでは連覇を果たした。2024年3月4日、チーフスからフランチャイズタグを付けられた。

### テネシー・タイタンズ
2024年3月29日、2025年のドラフト3巡指名権を対価に、2024年のドラフト7巡指名権も交換するトレードでテネシー・タイタンズへ移籍し、その後タイタンズと5,500万ドルが保証された4年7,640万ドルの契約延長に合意した。
2024年シーズンは第6週のインディアナポリス・コルツ戦で大腿四頭筋を負傷し、その後の試合を欠場した。